# Cambeses (Monção)
Pour les articles homonymes, voir Cambeses.
 (mars 2012).
Si vous disposez d'ouvrages ou d'articles de référence ou si vous connaissez des sites web de qualité traitant du thème abordé ici, merci de compléter l'article en donnant les références utiles à sa vérifiabilité et en les liant à la section « Notes et références ».
Cambeses est une freguesia (en portugais : paroisse) située dans la concelho de Monção au Portugal. Elle est entourée au nord par Monção et Troviscoso, au sud, par les paroisses de Parada, et Moreira, ainsi que les paroisses de Longos Vales, Sago, Mazedo, et Pinheiros.
Ses quartiers principaux (lugares en portugais) sont : Sende, Milagres, Carregal, Grandal, Casa Nova, Mende, Outeiro e Outeirinho, Coto, Cerdeiras e Requesende, ou encore Cabanelas.
L'étymologie du mot « Cambeses » vient du mot « Camba », et signifierait « la terre d'origine des colons ». Une chose est sûr, lors de la donation du roi Bermudo II à Compostelle en l'an 991, on pouvait déjà trouver le nom de « ville de Cambeses ».
Terres fertiles, produisant un excellent vin, des céréales, de l'huile d'olive, des haricots et des légumes, la paroisse de Cambeses a connu un développement considérable, en atteste la réalisation de la foire le 11 de chaque mois.